# گل‌بهار (فیلم)
گل‌بهار فیلمی به کارگردانی و نویسندگی تهمینه اردکانی ساختهٔ سال ۱۳۶۵ است.

## بازیگران
- مهرانه مهین‌ترابی
- صدیقه زرپور
- اشرف طیبی
- لیلا مظاهری
- مژگان هادیان
- زهرا خراسانی
- بتسابه درودیان